# Российское общество политологов
«Российское общество политологов» (общероссийская общественная организация) — неправительственная организация, объединяющая российское экспертное сообщество в области политической науки.
Организация декларирует своей главной целью интеграцию российского политологического сообщества, укрепление связей между наукой, образованием и политической практикой. Одна из приоритетных задач — продвижение российских научных школ в области политической науки в международном академическом сообществе. В РОП состоят свыше 650 политологов. Российское общество политологов позиционирует себя как сообщество профессиональных учёных, которые также являются публичными экспертами по текущим политическим событиям и процессам. По мнению исследователей российской политологии А. Ю. Сунгурова и М. Е. Карягина, в РОП институционально оформилась «почвенническая» часть политологического сообщества.

## История
Как пишут исследователи А. Ю. Сунгуров и М. Е. Карягин, процесс создания «Российского общества политологов» инициировали деканы факультетов политологии МГУ и СПбГУ. Новое профессиональное сообщество планировалось как «зонтичная организация», которая должна была преодолеть сегментированность отечественной политологии, интегрировать всех российских политических учёных и их «небольшие ассоциации, как РАПН и иные».
Учредительный съезд организации состоялся в Московском государственном университете им М. В. Ломоносова 25 ноября 2013 года. В учредительном съезде приняли участие представители более 50 регионов. На съезде были сформированы руководящие органы организации, избраны члены совета и президиума, а также был принят устав. Почётным президентом Российского общества политологов был избран бывший Председатель Правительства России, академик РАН Евгений Максимович Примаков.

## Состав членского корпуса
Согласно политологу С. А. Ланцову, организация, наряду с Российской ассоциацией политической науки (РАПН) и Академией политической науки, объединяет политологов, работающих в вузах, академических институтах, а также в государственных органах управления. По оценке А. Ю. Сунгурова и М. Е. Карягина, среди политологов-членов РОП преобладают преподаватели вузов. Этот сегмент академического сообщества (т. н. «Ист-сайд», в отличие от «Вест-сайда») в большей степени ориентирован на студентов, имеет отношение к государственному финансированию; исследователи предпочитают публикации в отечественных журналах и придают не меньшее значение отечественным научным наработкам, чем зарубежным.

## Инициативы и деятельность организации
3 июля 2014 года в рамках съезда Общероссийской общественной организации «Российское общество политологов» (РОП) было создано Молодёжное отделение Российского общества политологов (МолРОП). Съезд РОП был посвящён теме «Национальные интересы России: глобальные приоритеты, политические стратегии и перспективы». МолРОП образовался путём создания региональных представительств в субъектах Российской Федерации. Одними из первых были созданы представительства в Москве, Санкт-Петербурге, Волгоградской, Астраханской, Саратовской и Тамбовской областях, Республике Башкортостан, Красноярском и Краснодарском краях. К концу 2015 года корпорация молодёжного отделения РОП насчитывает более 35 региональных представительств и около 500 членов.
В Казани в конце 2016 года прошел II съезд Российского общества политологов по теме: «Российская политика: повестка дня в меняющемся мире». В работе съезда приняли участие около 400 российских политологов, а также несколько десятков гостей из 25 стран мира. В целом работа съезда отразила общие цели власти на местах и Российского общества политологов.
По состоянию на 2016 год в РОП было создано 60 региональных отделений.
10—12 сентября 2018 года на Факультете политологии МГУ им. М. В. Ломоносова прошёл III съезд Российского общества политологов.

## Руководство
Сопредседатели Российского общества политологов:
- Шутов Андрей Юрьевич, доктор исторических наук, декан факультета политологии МГУ имени М. В. Ломоносова, председатель экспертного совета ВАК РФ по политологии;
- Якунин Владимир Иванович, доктор политических наук, заведующий кафедрой государственной политики факультета политологии МГУ имени М. В. Ломоносова;
- Еремеев Станислав Германович, доктор экономических наук, ректор Ленинградского государственного университета имени А. С. Пушкина.

Исполнительный директор Российского общества политологов:
- Кузнецов, Игорь Иванович, доктор политических наук, профессор кафедры истории и теории политики факультета политологии МГУ имени М. В. Ломоносова[15].

## Оценки и критика
Финская исследовательница С. Мякинен рассматривает организацию, которая, по её оценке, является конкурентом РАПН (члена Международной ассоциации политической науки), в контексте российских академических дебатов о применимости западных политических теорий к российским политическим реалиям. Учреждение РОП является попыткой создания национальной школы политической науки, в противовес западным концепциям. На первом конгрессе РОП, состоявшемся в июле 2014 года, докладчики подчеркивали необходимость формирования российской политологической школы и, в частности, потребность в российском учебнике политологии, который бы учитывал «особенности страны» (иными словами, «российские» ценности) при изложении политических теорий.
Исследователи А. Ю. Сунгуров и М. Е. Карягин приводят фрагменты из интервью трех профессоров-политологов, членов РАПН, а также регионального руководителя РОП. В них были высказаны критические мнения о менее открытых, чем в РАПН, методах работы; о пропаганде как основной задаче РОП; о возникновении РОП вследствие «некоего сюжета в системе государственного управления»; о РОП как об искусственном проекте, в котором возможны конфликты в силу наличия в нём и идеологов, и учёных. Сунгуров и Карягин, рассматривая РОП в контексте становления российского политологического сообщества, которое, по их мнению, в целом уже сформировалось, заключают, что создание РОП свидетельствует о его «развитии и дифференциации». Исследователи делают вывод, что в РОП институционально оформилась «почвенническая» часть академического сообщества, которая в большей степени ориентируется на «обслуживание задач государства».

## Комментарии
1. ↑   14 июня 2012 года Правление РАПН опубликовало информационное письмо, в котором сообщалось: «От лица рабочей группы её позицию представили деканы факультетов политологии МГУ А. Шутов и СПбГУ С. Еремеев — инициаторы создания нового объединения под условным названием „Российское общество политологов“»[5].
2. ↑  Мякинен отмечает, что подобные дискуссии о различных дисциплинах в настоящее время ведутся в рамках социологии науки. Вопрос о применимости тех или иных социальных наук (включая, например, использование в эмпирических политических исследованиях количественных методов на основе теории рационального выбора) к различным регионам мира остается открытым, хотя очевидно, что социальные науки не являются универсальными и не находятся вне политики; в них взаимосвязаны специфика политических условий и теоретические дискуссии.